# Reserve (Novo México)
Reserve é uma vila localizada no estado americano de Novo México, no Condado de Catron.

## Demografia
Segundo o censo americano de 2000, a sua população era de 387 habitantes.
Em 2006, foi estimada uma população de 336, um decréscimo de 51 (-13.2%).

## Geografia
De acordo com o United States Census Bureau tem uma área de 1,4 km², dos quais 1,4 km² cobertos por terra e 0,0 km² cobertos por água. Reserve localiza-se a aproximadamente 1760 m acima do nível do mar.

## Localidades na vizinhança
O diagrama seguinte representa as localidades num raio de 92 km ao redor de Reserve.